# Sphenomorphus aignanus
Espèce
Synonymes
- Lygosoma aignanus Boulenger, 1898
- Lygosoma milnense Boulenger, 1903
- Sphenomorphus milnense (Boulenger, 1903)

Sphenomorphus aignanus est une espèce de sauriens de la famille des Scincidae.

## Répartition
Cette espèce est endémique de Papouasie-Nouvelle-Guinée. Elle se rencontre aussi sur les îles de Rossel et de Misima dans les Louisiades.

## Étymologie
Cette espèce est nommée en référence au lieu de sa découverte : Saint-Aignan, ancien nom de Misima.

## Publication originale
- Boulenger, 1899 "1898" : Third report on additions to the lizard collection in the Natural History Museum. Proceedings of the Zoological Society of London, vol. 1898, p. 912-923 (texte intégral).